# Drahtstromfalle

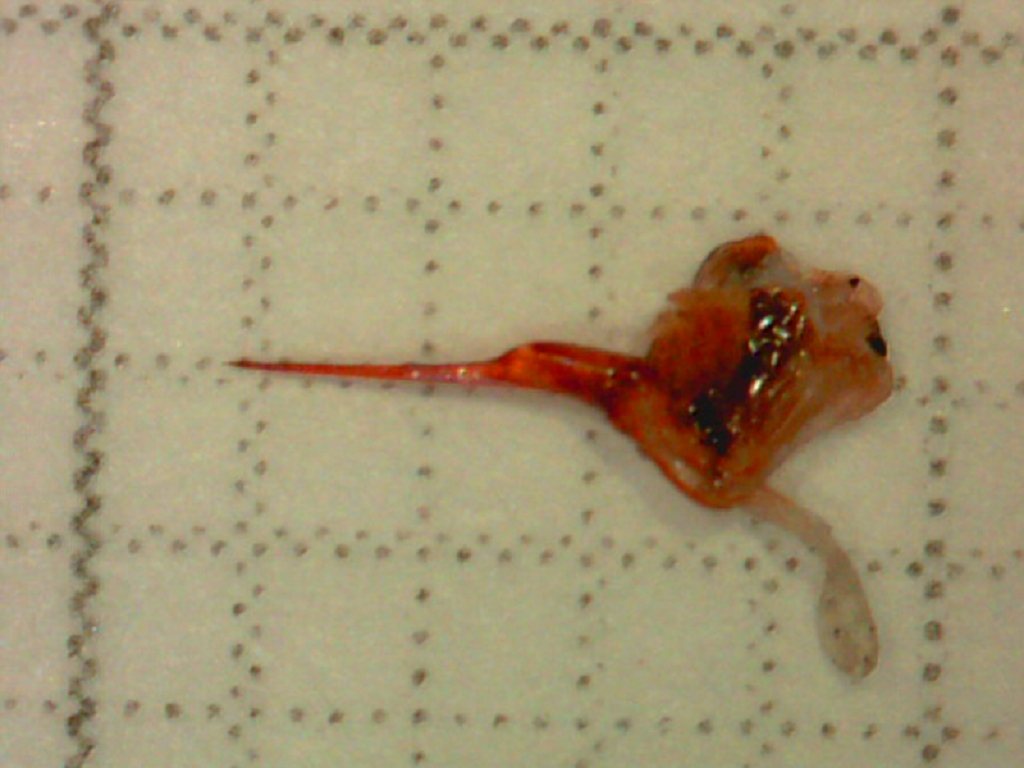
Stachel einer Honigbiene

Eine Drahtstromfalle ist eine Vorrichtung zur Gewinnung von Bienengift. Mithilfe von elektrischer Stimulation werden die Bienen dabei zu einer unwillkürlichen Abgabe ihres Giftes bewegt. 

## Funktionsweise
Die in der Regel direkt vor dem Flugloch angebrachte Falle wird oft als Ersatz für das Flugbrettchen verwendet. Wenn sich die Bienen dann auf zwei unterschiedlichen Drähten mit einer Potentialdifferenz bewegen, wird ihr Körper von leichten Stromstößen durchflossen, was sie zur Abgabe ihres Giftes bewegt. Die Tiere fühlen sich dabei durch einen unsichtbaren Feind angegriffen. Je nach Verwendungszweck erfolgt die Sammlung des Giftes mit unterschiedlichen Methoden. Soll hochreines Bienengift für die Medikamentenherstellung gewonnen werden, sind an der Drahtstromfalle zwei Folien angebracht, wovon die erste von den Bienen durchstochen wird um im Zwischenraum ihr Gift abzugeben. Soll das Bienengift nur für äußere Anwendungen wie zum Beispiel Salben genutzt werden, wird oft auch einfach eine Glasplatte unter der Falle angebracht, auf der das Gift antrocknen kann. 